# Once Upon a Time in Shaolin
Once Upon a Time in Shaolin è il settimo album in studio del gruppo musicale statunitense Wu-Tang Clan del 2015.
Il disco è caratterizzato dal fatto che ne è stata stampata una sola copia; essa venne inizialmente acquistata dal controverso uomo d'affari Martin Shkreli al prezzo di due milioni di dollari, la più alta cifra mai spesa per un album musicale. Secondo gli intenti dei Wu-Tang Clan, l'album doveva essere un'opera d'arte unica nel suo genere (anche se un precedente era già stato stabilito nel 1983 da Jean-Michel Jarre con il suo album Musique pour Supermarché).
Sebbene il gruppo volesse inizialmente rendere disponibile l'album al pubblico dopo un periodo di 88 anni, ha poi deciso di permettere al suo possessore di pubblicarlo gratuitamente su Internet.

## Storia

### Genesi dell'album
Secondo quanto riporta Cyrus Bozorgmer, un consulente che ha seguito il gruppo musicale durante la realizzazione dell'album, il concetto alla base di Once Upon a Time in Shaolin sarebbe stato maturato durante una "mistica serata in cima alla Grande Piramide di Khufu" dopo che Bozorgmer avrebbe incontrato Cilvaringz dei Wu-Tang Clan in Marocco nel 2007. In tale circostanza, la band decise di incidere un album di cui sarebbe stata pubblicata una sola copia: scelta motivata dall'esigenza di uscire dagli schemi della musica condivisa tramite le piattaforme virtuali e dal bisogno del gruppo di realizzare un'opera d'arte unica nel suo genere. Robert "RZA" Diggs dei Wu-Tang Clan ha affermato:
 I Wu-Tang Clan volevano inizialmente rendere disponibile l'album al pubblico 88 anni dopo la sua pubblicazione, cioè nel 2103, scelta motivata dalla loro presunta mania per il numero 8. In seguito si è deciso di concedere diverse libertà a chi sarebbe diventato il proprietario del disco, ad esempio la possibilità di pubblicarlo gratuitamente su Internet. Circolò inoltre la voce, poi rivelatasi una beffa, secondo la quale un'altra clausola speciale nel contratto avrebbe permesso ai Wu-Tang Clan e l'attore Bill Murray di irrompere nella casa dell'acquirente del disco e rubarlo in qualsiasi momento. L'album venne registrato in Marocco in un periodo di sei anni, fra il 2008 e il 2013, e conservato in una camera blindata del Royal Mansour Hotel di Marrakech fino al suo completamento. Successivamente, sono stati fatti ascoltare tredici minuti estratti dal disco ad un gruppo di circa 150 giornalisti, critici, fan e potenziali acquirenti nel Museum of Modern Art di New York nel mese di marzo del 2015.

### L'acquisizione da parte di Martin Shkreli
Once Upon a Time in Shaolin è stato successivamente venduto all'asta al miglior offerente tramite Paddle8 nel 2015. Il 3 maggio dello stesso anno è stata accettata dal Wu-Tang Clan un'offerta vincente per l'album pari a due milioni di dollari. La vendita si è conclusa ufficialmente il 24 novembre 2015. È stato supposto che fra i possibili compratori vi fossero il regista Quentin Tarantino e alcuni imprenditori, mentre la band ha inizialmente affermato che l'acquirente era un anonimo "privato collezionista americano". Il 9 dicembre 2015 il proprietario del disco è stato individuato in Martin Shkreli, giovane collezionista di oggetti musicali nonché amministratore delegato della Turing Pharmaceutical, ricordato per essere stato bersaglio di innumerevoli critiche in quanto accusato, nel 2014, di aver aumentato sensibilmente il prezzo del Daraprim, un farmaco usato per la cura contro il cancro e l'AIDS. In seguito alla vendita, RZA ha affermato che il gruppo ha donato una "parte significativa" del ricavato a enti di beneficenza. Nel mese di settembre del 2016 e agli inizi del 2017, Shkreli ha riprodotto in diretta streaming rispettivamente due brani e dieci minuti dell'album per celebrare l'elezione presidenziale di Donald Trump. Shkreli ha più volte dichiarato di voler distruggere l'album. Dopo aver tentato invano di venderlo nel mese di maggio del 2017, Shkreli lo ha messo all'asta su Internet affermando che avrebbe donato metà dei proventi alla ricerca medica.

### L'acquisizione da parte della PleasrDao
Nel 2021, dopo la condanna per truffa di Shkreli, il dipartimento di Giustizia statunitense ha sequestrato il disco e lo ha messo nuovamente all'asta. Stando a una serie di articoli pubblicati intorno al 20 ottobre del 2021, in tale periodo il disco dei Wu-Tang Clan sarebbe stato venduto per quattro milioni di dollari, una cifra due volte più alta di quella spesa da Shkreli, alla decentralized autonomous organization "PleasrDAO", un auto-dichiarato "impero dedicato alla raccolta dell'arte", che dichiara di custodirlo in un caveau "da qualche parte a New York". Nel 2024, nel corso di una mostra tenuta presso il Museum of Old and New Art della Tasmania, è stato permesso ai visitatori di ascoltare 30 minuti del disco.

## Il disco

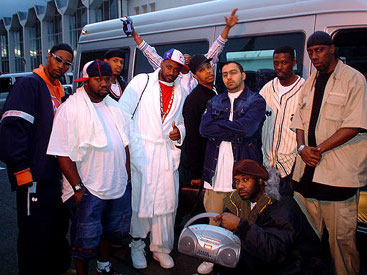
I Wu-Tang Clan

Mia de Graaf di DailyMail, che afferma di aver ascoltato Once Upon a Time in Shaolin insieme a RZA e Cilvaringz, dichiara che è caratterizzato da stili che "hanno scosso la scena musicale nel 1994: sample Soul, spezzoni di dialoghi tratti da film e battiture agguerrite su effetti sonori di pioggia e tuoni". I testi sono stati scritti a Staten Island (New York) e riguardano l'arte marziale Shaolinquan. Presenta 31 tracce (secondo altre fonti 26), suddivise in due dischi titolati rispettivamente Shaolin School e Allah School e che sono state incise da tutti gli otto membri originali del gruppo. Sono anche presenti alcuni ospiti fra cui la cantante Cher, alcuni rapper e, secondo il DailyMail, i calciatori del Barcellona. Dura complessivamente 128 minuti. A differenza degli altri album del gruppo, tutti prodotti da RZA, esso è stato prodotto anche da Cilvaringz.
I due CD di Once Upon a Time in Shaolin sono racchiusi in una custodia in legno di cedro intagliata a mano e rivestita di pelle di mucca nera e da una fodera beige. La confezione è a sua volta rinchiusa in una scatola in argento e nickel, ornata di gioielli e decorata con il simbolo shaolin. All'album è allegato un libro rilegato in cuoio di 174 pagine in carta pergamena contenente varie informazioni sull'album fra cui i testi, i crediti e i retroscena del disco.

## Accoglienza
Riferendosi all'album dei Wu-Tang Clan, The Daily Best ha affermato:
 Il quotidiano online La Izquierda Diario apprezza l'idea di fondo dell'album, in cui si associa il nero americano che "combatte nelle strade" ai lottatori shaolin, ma considera "retrograda" la scelta del gruppo di aver "venduto al miglior offerente dei musei e delle vetrine d'arte" un'opera fatta per incontrare i gusti del pubblico degli emarginati. Stando a un critico di Rolling Stone, «se i 128 minuti di Once Upon a Time in Shaolin nella sua interezza sono buoni quanto i 13 minuti che ho ascoltato io (...) potrebbe essere il migliore album del gruppo dal 1997». La giornalista di Noisey Allie Conti ha dichiarato:

## Tracce

### Shaolin School
1. Entrance (intro) – 1:57
2. Rivals – 4:12
3. Staple Town Pt.1 (Interlude) – 0:44
4. Ethiopia – 7:55
5. Handkerchief – 0:49
6. Staple Town Pt.2 (Interlude) – 1:10
7. The village of '88 – 6:52
8. Centipedes – 7:14
9. The Widow's Tear – 3:55
10. Sorrow – 5:45
11. The Shogun – 4:40
12. Blue (Interlude) – 0:55
13. Semi Automatic Full Rap Fanatics – 1:56
14. Staple Town Pt.3 (Interlude) – 3:30
15. The Rain – 7:16

Durata totale: 58:50

### Allah School
1. Sustenance (Intro) – 0:43
2. Lions – 6:08
3. Since Time Immemorial – 2:32
4. The Slaughter Mill – 6:31
5. The Brute – 3:24
6. IQRA – 7:23
7. Flowers – 5:49
8. Poisoned Earth – 4:34
9. Shaolin – 6:14
10. Freedom (Interlude) – 2:25
11. The Sword Chamber – 4:05
12. Unique – 2:32
13. The Bloody Page – 5:09
14. The Saga Continuous – 6:58
15. Salaam (Outro) – 1:31
16. Shaolin Soul – 3:41

Durata totale: 69:39